# Narecho acuticeps
Narecho acuticeps är en insektsart som beskrevs av Heller och Rauno E. Linnavuori 1968. Narecho acuticeps ingår i släktet Narecho och familjen dvärgstritar. Inga underarter finns listade i Catalogue of Life.